# SN 1989C
SN 1989C – supernowa typu II-P odkryta 8 lutego 1989 roku w galaktyce M+01-25-25. W momencie odkrycia miała maksymalną jasność 15,00m.